# Сезар (кінопремія, 1984)

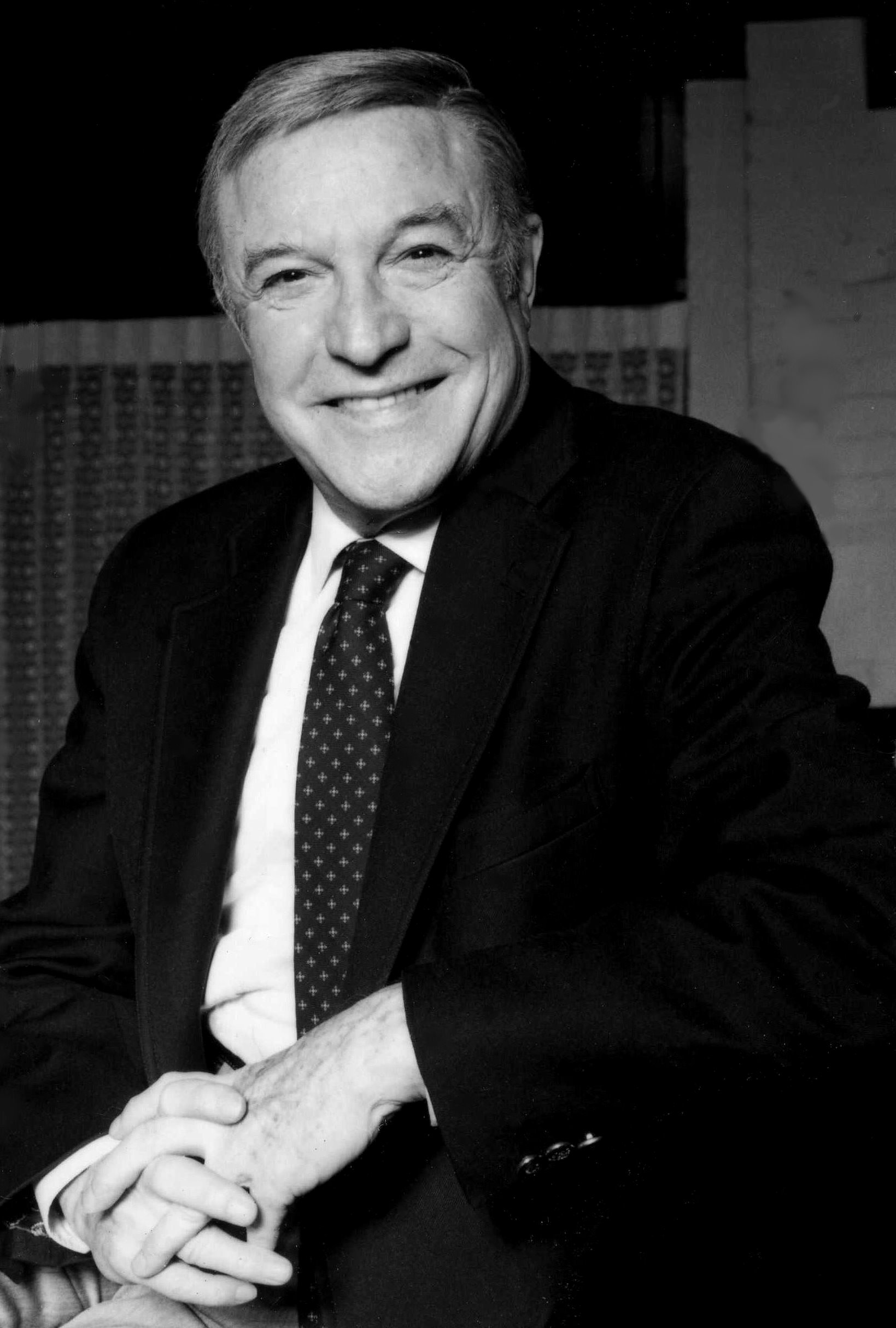
Президент 9-ї церемонії «Сезар» Джин Келлі

9-та церемонія вручення нагород премії «Сезар» Академії мистецтв та технологій кінематографа за заслуги у царині французького кінематографу за 1983 рік відбулася 3 березня 1984 року в Théâtre de l'Empire (Париж, Франція). 
Церемонія проходила під головуванням американського актора Джина Келлі, розпорядником та ведучим виступив французький журналіст та телеведучий Леон Цитрон. Найкращим фільмом визнано одразу дві стрічки: За наших коханих режисера Моріса Піали та Бал Етторе Скола.

## Статистика
Фільми, що отримали декілька номінацій:
| Фільм                          | Номінації | Перемоги |
| ------------------------------ | --------- | -------- |
| • Чао, блазень                 | 12        | 5        |
| • Убивче літо                  | 9         | 4        |
| • Смертельна поїздка           | 5         | —        |
| • Бал                          | 4         | 3        |
| • Кохання з першого погляду    | 4         | —        |
| • За наших коханих             | 3         | 2        |
| • Місяць у стічній канаві      | 3         | 1        |
| • Офіціант                     | 3         | —        |
| • Поранена людина              | 3         | 1        |
| • Від імені усіх своїх         | 2         | —        |
| • Доля Жульєтт                 | 2         | —        |
| • Татусі                       | 2         | —        |
| • Життя — це роман             | 2         | —        |
| • Слова, щоб сказати           | 2         | —        |
| • Хай живе соціальна допомога! | 2         | —        |
| • Швидше б неділя!             | 2         | —        |

## Список лауреатів та номінантів
• Переможців виділено окремим кольором.

### Основні категорії
| Категорії                                       | Лауреати та номінанти | Лауреати та номінанти                                                            | Лауреати та номінанти                                                            |
| ----------------------------------------------- | --- | -------------------------------------------------------------------------------- | -------------------------------------------------------------------------------- |
| Найкращий фільм                                 | • За наших коханих / À nos amours (реж.: Моріс Піала)                                                                                            | • За наших коханих / À nos amours (реж.: Моріс Піала)                            | • За наших коханих / À nos amours (реж.: Моріс Піала)                            |
| Найкращий фільм                                 | • Бал / Le Bal (реж.: Етторе Скола) |                                                                                  |                                                                                  |
| Найкращий фільм                                 | • Кохання з першого погляду / Coup de foudre (реж.: Діана Кюрі)                                                                                  |                                                                                  |                                                                                  |
| Найкращий фільм                                 | • Убивче літо / L’Été meurtrier (реж.: Жан Бекер)                                                                                                |                                                                                  |                                                                                  |
| Найкращий фільм                                 | • Чао, блазень / Tchao Pantin (реж.: Клод Беррі)                                                                                                 |                                                                                  |                                                                                  |
| Найкраща режисерська робота                     | | • Етторе Скола за фільм «Бал»                                                    | • Етторе Скола за фільм «Бал»                                                    |
| Найкраща режисерська робота                     | • Моріс Піала — «За наших коханих» |                                                                                  |                                                                                  |
| Найкраща режисерська робота                     | • Жан Бекер (Jean Becker) — «Убивче літо» |                                                                                  |                                                                                  |
| Найкраща режисерська робота                     | • Клод Беррі — «Чао, блазень» |                                                                                  |                                                                                  |
| Найкраща режисерська робота                     | • Франсуа Трюффо — «Швидше б неділя!» |                                                                                  |                                                                                  |
| Найкращий актор                                 | | • Колюш — «Чао, блазень» (за роль Ламбера)                                       | • Колюш — «Чао, блазень» (за роль Ламбера)                                       |
| Найкращий актор                                 | • Жерар Депардьє — «Татусі» (за роль Жана Люка)                                                                                                  |                                                                                  |                                                                                  |
| Найкращий актор                                 | • Ів Монтан — «Офіціант» (Garçon !) (за роль Алекса)                                                                                             |                                                                                  |                                                                                  |
| Найкращий актор                                 | • Мішель Серро — «Смертельна поїздка» (Mortelle Randonnée (film)) (за роль Бовуара, на прізвисько «Око»)                                         |                                                                                  |                                                                                  |
| Найкращий актор                                 | • Ален Сушон — «Убивче літо» (за роль Фьорімондо «Флорімона» Монтеччіарі)                                                                        |                                                                                  |                                                                                  |
| Найкраща акторка                                | | • Ізабель Аджані — «Убивче літо» (за роль Еліан Вік (Ель))                       | • Ізабель Аджані — «Убивче літо» (за роль Еліан Вік (Ель))                       |
| Найкраща акторка                                | • Фанні Ардан — «Швидше б неділя!» (за роль Барбари Бекер)                                                                                       |                                                                                  |                                                                                  |
| Найкраща акторка                                | • Наталі Бай — «Я вийшла заміж за тінь» (J'ai épousé une ombre (film)) (за роль Елен Жорж / Патрісії Мейран)                                     |                                                                                  |                                                                                  |
| Найкраща акторка                                | • Ніколь Гарсія — «Слова, щоб сказати» (Les Mots pour le dire (film)) (за роль Марі)                                                             |                                                                                  |                                                                                  |
| Найкраща акторка                                | • Міу-Міу — «Кохання з першого погляду» (за роль Мадлен)                                                                                         |                                                                                  |                                                                                  |
| Найкращий актор другого плану                   | | • Рішар Анконіна — «Чао, блазень» (за роль Бенсуссана)                           | • Рішар Анконіна — «Чао, блазень» (за роль Бенсуссана)                           |
| Найкращий актор другого плану                   | • Франсуа Клюзе — «Убивче літо» (за роль Міккі)                                                                                                  |                                                                                  |                                                                                  |
| Найкращий актор другого плану                   | • Бернар Фрессон — «Офіціант» (за роль Франсіса)                                                                                                 |                                                                                  |                                                                                  |
| Найкращий актор другого плану                   | • Гі Маршан — «Кохання з першого погляду» (за роль Мішеля Корскі)                                                                                |                                                                                  |                                                                                  |
| Найкращий актор другого плану                   | • Жак Вільре — «Офіціант» (за роль Жильбера) |                                                                                  |                                                                                  |
| Найкраща акторка другого плану                  | | • Сюзанна Флон — «Убивче літо» (за роль Коньяті)                                 | • Сюзанна Флон — «Убивче літо» (за роль Коньяті)                                 |
| Найкраща акторка другого плану                  | • Вікторія Абріль — «Місяць у стічній канаві» (за роль Белли)                                                                                    |                                                                                  |                                                                                  |
| Найкраща акторка другого плану                  | • Стефан Одран — «Смертельна поїздка» (за роль Жермен (дами в сірому))                                                                           |                                                                                  |                                                                                  |
| Найкраща акторка другого плану                  | • Сабіна Азема — «Життя — це роман» (за роль Елізабет Руссо)                                                                                     |                                                                                  |                                                                                  |
| Найкраща акторка другого плану                  | • Аньєс Сораль — «Чао, блазень» (за роль Лоли)                                                                                                   |                                                                                  |                                                                                  |
| Найперспективніший актор                        | | • Рішар Анконіна — «Чао, блазень» (за роль Бенсуссана)                           | • Рішар Анконіна — «Чао, блазень» (за роль Бенсуссана)                           |
| Найперспективніший актор                        | • Жан-Юг Англад — «Поранена людина» (за роль Анрі)                                                                                               |                                                                                  |                                                                                  |
| Найперспективніший актор                        | • Франсуа Клюзе — «Хай живе соціальна допомога!» (Vive la sociale !)                                                                             |                                                                                  |                                                                                  |
| Найперспективніший актор                        | • Жак Пено (Jacques Penot (acteur)) — «Від імені усіх своїх» (за роль Мартіна Грея в юності)                                                     |                                                                                  |                                                                                  |
| Найперспективніша акторка                       | | • Сандрін Боннер — «За наших коханих» (за роль Сюзанни)                          | • Сандрін Боннер — «За наших коханих» (за роль Сюзанни)                          |
| Найперспективніша акторка                       | • Елізабет Буржін (Élisabeth Bourgine) — «Хай живе соціальна допомога!»                                                                          |                                                                                  |                                                                                  |
| Найперспективніша акторка                       | • Лор Дютієль (Laure Duthilleul) — «Доля Жульєтт» (Le Destin de Juliette) (за роль Жульєтт)                                                      |                                                                                  |                                                                                  |
| Найперспективніша акторка                       | • Аньєс Сораль — «Чао, блазень» (за роль Лоли)                                                                                                   |                                                                                  |                                                                                  |
| Найкращий сценарій                              | | • Патріс Шеро та Ерве Гібер — «Поранена людина»                                  |                                                                                  |
| Найкращий сценарій                              | • Діана Кюрі (Diane Kurys) та Ален Ле Анрі (Alain Le Henry) — «Кохання з першого погляду»                                                        |                                                                                  |                                                                                  |
| Найкращий сценарій                              | • Франсіс Вебер — «Татусі» |                                                                                  |                                                                                  |
| Найкращий адаптований сценарій                  | | • Себастьян Жапрізо — «Убивче літо»                                              | • Себастьян Жапрізо — «Убивче літо»                                              |
| Найкращий адаптований сценарій                  | • Робер Енріко — «Від імені усіх своїх» |                                                                                  |                                                                                  |
| Найкращий адаптований сценарій                  | • Клод Беррі та Ален Паж (Alain Page) — «Чао, блазень»                                                                                           |                                                                                  |                                                                                  |
| Найкраща музика до фільму                       | | • Владімі́р Косма́ за музику до фільму «Бал»                                       | • Владімі́р Косма́ за музику до фільму «Бал»                                       |
| Найкраща музика до фільму                       | • Серж Генсбур — «Екватор» (Équateur (film)) |                                                                                  |                                                                                  |
| Найкраща музика до фільму                       | • Жорж Делерю — «Убивче літо» |                                                                                  |                                                                                  |
| Найкраща музика до фільму                       | • Шарлелі Кутюр (Charlélie Couture) — «Чао, блазень»                                                                                             |                                                                                  |                                                                                  |
| Найкращий монтаж                                | • Жак Вітта (Jacques Witta) — «Убивче літо» | • Жак Вітта (Jacques Witta) — «Убивче літо»                                      | • Жак Вітта (Jacques Witta) — «Убивче літо»                                      |
| Найкращий монтаж                                | • Франсуаза Пренан — «Випадки» (Faits divers (film))                                                                                             |                                                                                  |                                                                                  |
| Найкращий монтаж                                | • Франсуаза Бонно (Françoise Bonnot) — «Ханна К.» (Hanna K.)                                                                                     |                                                                                  |                                                                                  |
| Найкращий монтаж                                | • Деніс де Казаб'янка (Denise de Casabianca) — «Поранена людина»                                                                                 |                                                                                  |                                                                                  |
| Найкращий монтаж                                | • Клер Пінейро — «Слова, щоб сказати» (Les Mots pour le dire (film))                                                                             |                                                                                  |                                                                                  |
| Найкраща операторська робота                    | | • Бруно Нюйттен — «Чао, блазень»                                                 | • Бруно Нюйттен — «Чао, блазень»                                                 |
| Найкраща операторська робота                    | • Філіпп Руссело — «Місяць у стічній канаві» |                                                                                  |                                                                                  |
| Найкраща операторська робота                    | • Рікардо Аронович — «Бал» |                                                                                  |                                                                                  |
| Найкраща операторська робота                    | • П'єр Ломм — «Смертельна поїздка» |                                                                                  |                                                                                  |
| Найкращі декорації                              | • Гілтон МакКонніко (Hilton McConnico) — «Місяць у стічній канаві»                                                                               | • Гілтон МакКонніко (Hilton McConnico) — «Місяць у стічній канаві»               | • Гілтон МакКонніко (Hilton McConnico) — «Місяць у стічній канаві»               |
| Найкращі декорації                              | • Жак Солньє — «Життя — це роман» |                                                                                  |                                                                                  |
| Найкращі декорації                              | • Жан-П'єр Кою-Свелко — «Смертельна поїздка» |                                                                                  |                                                                                  |
| Найкращі декорації                              | • Александр Тронер — «Чао, блазень» |                                                                                  |                                                                                  |
| Найкращий звук                                  | • Жан Лабюсьєр (Jean Labussière) та Жерар Лампс (Gérard Lamps) — «Чао, блазень»                                                                  | • Жан Лабюсьєр (Jean Labussière) та Жерар Лампс (Gérard Lamps) — «Чао, блазень»  | • Жан Лабюсьєр (Jean Labussière) та Жерар Лампс (Gérard Lamps) — «Чао, блазень»  |
| Найкращий звук                                  | • Жан-Луї Уґетто (Jean-Louis Ughetto) — «Гроші»                                                                                                  |                                                                                  |                                                                                  |
| Найкращий звук                                  | • П'єр Ленуар та Жак Момон — «Офіціант» |                                                                                  |                                                                                  |
| Найкращий звук                                  | • Моріс Ґілберт, Поль Лайне та Надін Мюз — «Смертельна поїздка»                                                                                  |                                                                                  |                                                                                  |
| Найкращий дебютний фільм                        | • «Алея чорних халуп» (Rue Cases-Nègres) — реж.: Езан Пальсі (Euzhan Palcy)                                                                      | • «Алея чорних халуп» (Rue Cases-Nègres) — реж.: Езан Пальсі (Euzhan Palcy)      | • «Алея чорних халуп» (Rue Cases-Nègres) — реж.: Езан Пальсі (Euzhan Palcy)      |
| Найкращий дебютний фільм                        | • «Слід» (La Trace) — реж.: Бернар Фавр (фр.) |                                                                                  |                                                                                  |
| Найкращий дебютний фільм                        | • «Остання битва» — реж.: Люк Бессон |                                                                                  |                                                                                  |
| Найкращий дебютний фільм                        | • «Доля Жульєтт» — реж.: Алін Іссерманн (Aline Issermann)                                                                                        |                                                                                  |                                                                                  |
| Найкращий короткометражний документальний фільм | • Улісс / Ulysse (реж.: Аньєс Варда) | • Улісс / Ulysse (реж.: Аньєс Варда)                                             | • Улісс / Ulysse (реж.: Аньєс Варда)                                             |
| Найкращий короткометражний документальний фільм | • Я знаю, що помиляюся, але запитаєте моїх друзів / Je sais que j'ai tort mais demandez à mes copains ils disent la même chose (реж.: П'єр Леві) |                                                                                  |                                                                                  |
| Найкращий короткометражний документальний фільм | • La Vie au bout des doigts (реж.: Жан-Поль Жанссен)                                                                                             |                                                                                  |                                                                                  |
| Найкращий короткометражний ігровий фільм        | • Передмістя зірок / Star suburb: La banlieue des étoiles (реж.: Стефан Друо)                                                                    | • Передмістя зірок / Star suburb: La banlieue des étoiles (реж.: Стефан Друо)    | • Передмістя зірок / Star suburb: La banlieue des étoiles (реж.: Стефан Друо)    |
| Найкращий короткометражний ігровий фільм        | • Coup de feu (реж.: Магалі Клеман) |                                                                                  |                                                                                  |
| Найкращий короткометражний ігровий фільм        | • Panique au montage (реж.: Олів'є Есмен) |                                                                                  |                                                                                  |
| Найкращий короткометражний ігровий фільм        | • Торо Морено / Toro Moreno (реж.: Жерар Кравчик)                                                                                                |                                                                                  |                                                                                  |
| Найкращий короткометражний анімаційний фільм    | • Подорож Орфея / Le voyage d'Orphée (реж.: Жан-Мануель Коста)                                                                                   | • Подорож Орфея / Le voyage d'Orphée (реж.: Жан-Мануель Коста)                   | • Подорож Орфея / Le voyage d'Orphée (реж.: Жан-Мануель Коста)                   |
| Найкращий короткометражний анімаційний фільм    | • Після опівночі / Au-delà de minuit (реж.: П'єр Барлетта)                                                                                       |                                                                                  |                                                                                  |
| Найкращий короткометражний анімаційний фільм    | • Кров / Le sang (реж.: Жак Руксель) |                                                                                  |                                                                                  |
| Найкращий фільм іноземною мовою                 | Швеція • Фанні та Олександр / Fanny och Alexander (Швеція, реж. Інгмар Бергман)                                                                  | Швеція • Фанні та Олександр / Fanny och Alexander (Швеція, реж. Інгмар Бергман)  | Швеція • Фанні та Олександр / Fanny och Alexander (Швеція, реж. Інгмар Бергман)  |
| Найкращий фільм іноземною мовою                 | Іспанія • Кармен / Carmen (Іспанія, реж. Карлос Саура)                                                                                           |                                                                                  |                                                                                  |
| Найкращий фільм іноземною мовою                 | Південно-Африканський Союз • Напевно, боги з'їхали з глузду / The Gods Must Be Crazy (ПАР, Ботсвана, реж. Джеймі Юйс)                            |                                                                                  |                                                                                  |
| Найкращий фільм іноземною мовою                 | США • Тутсі / Tootsie (США, реж. Сідні Поллак)                                                                                                   |                                                                                  |                                                                                  |
| Найкращий франкомовний фільм                    | Швейцарія • У білому місті / Dans la ville blanche (Швейцарія, реж. Ален Таннер)                                                                 | Швейцарія • У білому місті / Dans la ville blanche (Швейцарія, реж. Ален Таннер) | Швейцарія • У білому місті / Dans la ville blanche (Швейцарія, реж. Ален Таннер) |
| Найкращий франкомовний фільм                    | Швейцарія • Полегшення / L'allégement (Швейцарія, реж. Марсель Шюпбах)                                                                           |                                                                                  |                                                                                  |
| Найкращий франкомовний фільм                    | Бельгія • Бенвенута / Benvenuta (Бельгія, реж. Андре Дельво)                                                                                     |                                                                                  |                                                                                  |
| Найкращий франкомовний фільм                    | Канада • Щастя випадково / Bonheur d'occasion (Канада, реж. Клод Фурньє)                                                                         |                                                                                  |                                                                                  |
| Найкращий франкомовний фільм                    | Бельгія • Ліжко (Бельгія, реж. Маріон Генсель)                                                                                                   |                                                                                  |                                                                                  |
| Найкращий франкомовний фільм                    | Канада • Лише гра / Rien qu'un jeu (Канада, реж. Брижіт Сор'єль)                                                                                 |                                                                                  |                                                                                  |

### Спеціальні нагороди
| Нагорода                                                                         | Лауреати                                  | Лауреати |
| -------------------------------------------------------------------------------- | ----------------------------------------- | -------- |
| Почесний «Сезар»                                                                 |                                           |          |
|                                                                                  | • Жорж де Борежар (Georges de Beauregard) |          |
|                                                                                  | • Рене Клеман                             |          |
| Файл:Edwige FEUILLERE (1907-1998) dans 'La duchesse de Langeais' (cropped 2).jpg | • Едвіж Фейєр                             |          |